# Too Late for Love (John Lundvik)
Too Late for Love è un singolo del cantante svedese John Lundvik, pubblicato il 23 febbraio 2019 su etichetta discografica Warner Music Sweden. Il brano è stato scritto dallo stesso interprete insieme a Anderz Wrethov e Andreas "Stone" Johansson. Vede la partecipazione delle coriste The Mamas.
Con Too Late for Love John Lundvik ha partecipato a Melodifestivalen 2019, il processo di selezione per la ricerca del rappresentante eurovisivo svedese. Dopo aver vinto la semifinale, ha ottenuto il massimo del punteggio da tutte le otto giurie internazionali, nonché il maggior numero di voti dal pubblico, ed è stato incoronato vincitore. Rappresenterà la Svezia all'Eurovision Song Contest 2019. Dopo essersi qualificato dalla seconda semifinale del 16 maggio, si è esibito per nono nella finale del 18 maggio successivo. Qui si è classificato 5º su 26 partecipanti con 334 punti totalizzati, di cui 93 dal televoto e 241 dalle giurie. È risultato il più televotato in Norvegia, e la più popolare fra i giurati di Armenia, Australia, Danimarca, Estonia, Finlandia, Irlanda, Islanda, Paesi Bassi, Repubblica Ceca e Spagna.
Il singolo ha conquistato la vetta della classifica dei singoli svedese l'8 marzo 2019 dopo aver debuttato al 3º posto la settimana precedente.

## Tracce
Download digitale
1. Too Late for Love – 2:58

Download digitale (remix)
1. Too Late for Love (Albin Myers Remix) – 3:07
2. Too Late for Love (Thomas Gold Remix) – 2:59
3. Too Late for Love (Pelago Remix) – 3:57
4. Too Late for Love (Alexie Divello & Peet Syntax Remix) – 3:33

## Classifiche

### Classifiche settimanali
| Classifica (2019) | Posizione massima |
| ----------------- | ----------------- |
| Belgio (Fiandre)  | 79                |
| Estonia           | 13                |
| Islanda           | 3                 |
| Lituania          | 6                 |
| Norvegia          | 27                |
| Paesi Bassi       | 50                |
| Svezia            | 1                 |
| Svizzera          | 20                |

### Classifiche di fine anno
| Classifica (2019) | Posizione |
| ----------------- | --------- |
| Islanda           | 42        |
| Svezia            | 14        |